# Copa Melanesia 2000
La Copa Melanesia 2000 fue la séptima edición del torneo que englobaba a los equipos de dicha región geográfica de Oceanía. Se disputó en Fiyi entre el 8 y el 15 de abril.
La selección local se proclamó campeón por quinta vez. Tanto el elenco fiyiano como el subcampeón, las Islas Salomón, ganaron el derecho a participar en la Copa de las Naciones de la OFC de ese año; sin embargo, el golpe de Estado que azotó Fiyi imposibilitó a su selección asistir, por lo que en su reemplazo acudió Vanuatu, tercero del torneo.
Aunque en un principio la intención que la competencia siguiera teniendo lugar, la edición de 2002 se canceló, por lo que ésta fue la última del torneo. En su reemplazo surgieron varios torneos como la Copa Wantok.

## Clasificación
| Equipo             | Pts | PJ | PG | PE | PP | GF | GC | Dif |
| ------------------ | --- | -- | -- | -- | -- | -- | -- | --- |
| Fiyi               | 10  | 4  | 3  | 1  | 0  | 13 | 4  | 9   |
| Islas Salomón      | 7   | 4  | 2  | 1  | 1  | 10 | 9  | 1   |
| Vanuatu            | 6   | 4  | 2  | 0  | 2  | 12 | 7  | 5   |
| Nueva Caledonia    | 6   | 4  | 2  | 0  | 2  | 11 | 11 | 0   |
| Papúa Nueva Guinea | 0   | 4  | 0  | 0  | 4  | 4  | 19 | -15 |

## Resultados
| 8 de abril de 2000 | Fiyi | 5:0 | Papúa Nueva Guinea |             |  |
|                    |      |     |                    | Árbitro(s): |  |

| 8 de abril de 2000 | Nueva Caledonia | 4:2 | Islas Salomón |             |  |
|                    |                 |     |               | Árbitro(s): |  |

| 10 de abril de 2000 | Islas Salomón | 2:1 | Vanuatu |             |  |
|                     |               |     |         | Árbitro(s): |  |

| 10 de abril de 2000 | Fiyi | 2:1 | Nueva Caledonia |             |  |
|                     |      |     |                 | Árbitro(s): |  |

| 11 de abril de 2000 | Nueva Caledonia | 6:1 | Papúa Nueva Guinea |             |  |
|                     |                 |     |                    | Árbitro(s): |  |

| 11 de abril de 2000 | Fiyi | 4:1 | Vanuatu |             |  |
|                     |      |     |         | Árbitro(s): |  |

| 13 de abril de 2000 | Vanuatu | 6:0 | Nueva Caledonia |             |  |
|                     |         |     |                 | Árbitro(s): |  |

| 13 de abril de 2000 | Islas Salomón | 4:2 | Papúa Nueva Guinea |             |  |
|                     |               |     |                    | Árbitro(s): |  |

| 15 de abril de 2000 | Papúa Nueva Guinea | 1:4 | Vanuatu |             |  |
|                     |                    |     |         | Árbitro(s): |  |

| 15 de abril de 2000 | Fiyi | 2:2 | Islas Salomón |             |  |
|                     |      |     |               | Árbitro(s): |  |

| Bandera de Fiyi |
| Campeón Fiyi    |
| Quinto título   |